# (1059) Mussorgskia
(1059) Mussorgskia est un astéroïde de la ceinture principale.

## Description
(1059) Mussorgskia est un astéroïde de la ceinture principale découvert le 19 juillet 1925 par l'astronome soviétique Vladimir Aleksandrovich Albitzky à l’observatoire de Simeiz sur la presqu'île de Crimée, en Ukraine. Sa désignation provisoire était 1925 OA. Il tire son nom de celui du compositeur russe Modeste Moussorgski,.